# Urum al-Jawz
Urum al-Jawz (tiếng Ả Rập: أورم الجوز, còn được gọi là Ouram al-Jawz) là một ngôi làng ở miền bắc Syria, một phần hành chính của Tỉnh Idlib, nằm ở phía nam Idlib. Các địa phương lân cận bao gồm Maataram ở phía bắc, Ariha ở phía đông bắc, Kafr Latah ở phía đông, Sarja ở phía đông nam, al-Rami ở phía nam và Muhambal ở phía tây. Theo Cục Thống kê Trung ương Syria, Urum al-Jawz có dân số 4.683 trong cuộc điều tra dân số năm 2004.